# Пембская летучая лисица
Пембская летучая лисица (лат. Pteropus voeltzkowi) — вид рукокрылых из семейства крылановых. 94 процента популяции пембской летучей лисицы проживает всего в десяти местах на острове Пемба в Индийском океане.

## Описание
Длина головы и тела: 24-26,5 см. Длина предплечья: 15-16 см. Вес 430—610 г.
С характерными, собакообразными чертами лица, пембская летучая лисица представляет собой большую летучую мышь с каштаново-красным волосяным покровом, оранжевым низом и черным лицом и крыльями. Уши короткие и заостренные. Самец больше и темнее по цвету, чем самка.

## Распространение
Ареал обитания — остров Пемба, 40 километров от побережья материковой части Танзании. Встречается на высотах 0-45 м над уровнем моря. Насесты встречаются на больших деревьях как в первичных, так и во вторичных лесах, среди мангровых зарослей и на традиционных кладбищах. На последнем летучие мыши часто находятся в безопасности и их никто не беспокоит, поскольку люди редко посещают эти места из-за табу.

## Поведение
Находит приют в дневное время на крупных изолированных деревьях, образуя большие колонии до 850 особей. Летучие мыши остаются верными саду (часто группы крупных, зрелых деревьев), возвращаясь домой огромными стаями. Употребляет в основном плоды манго, артокарпуса, фикуса, инжира, цветы и листья. В отличие от насекомоядных летучих мышей (Microchiroptera), этот вид не использует эхолокацию, используя вместо этого зрение, чтобы находить фрукты.
Считается, что спаривание происходит в период с января по апрель. Роды происходят в период с июня по август. Молодежь становится независимой в течение трёх-шести месяцев.

## Угрозы
Летучие лисицы являются источником белка для жителей острова Пемба. Использование дробовиков вместо традиционных методов охоты привело к неприемлемым уровням охоты в прошлом. Вырубка леса и превращение лесов в сельскохозяйственные угодья также представляют угрозу для выживания вида, а также некоторые летучие мыши могут быть убиты во время столкновений с верхними электропроводами.
В 1959 году был создан лесной заповедник Нгези, с ограниченным доступом. В 2000-е численность вида оценивается в 20 тысяч особей.

## Охрана
Целый ряд мер по сохранению вида был предпринят в 1995 году и включал образовательные кампании, усилия по защите садов, встречи с охотниками и принимающими решения ключевыми лицами, а также постоянный мониторинг населения. Деятельность, связанная с экотуризмом, помогла генерировать доход для местных общин. Охота на летучих мышей из дробовиков была запрещена на большей части острова Пемба. Также была создана программа разведения в неволе лисицы с острова Пемба в зоопарке Финикса, штат Аризона, США. В настоящее время дикая популяция этой летучей лисицы растёт, а в 2004 году вид был перемещен из критического состояния в уязвимое в Красной книге МСОП.